# Lichtentaler Pfarrkirche

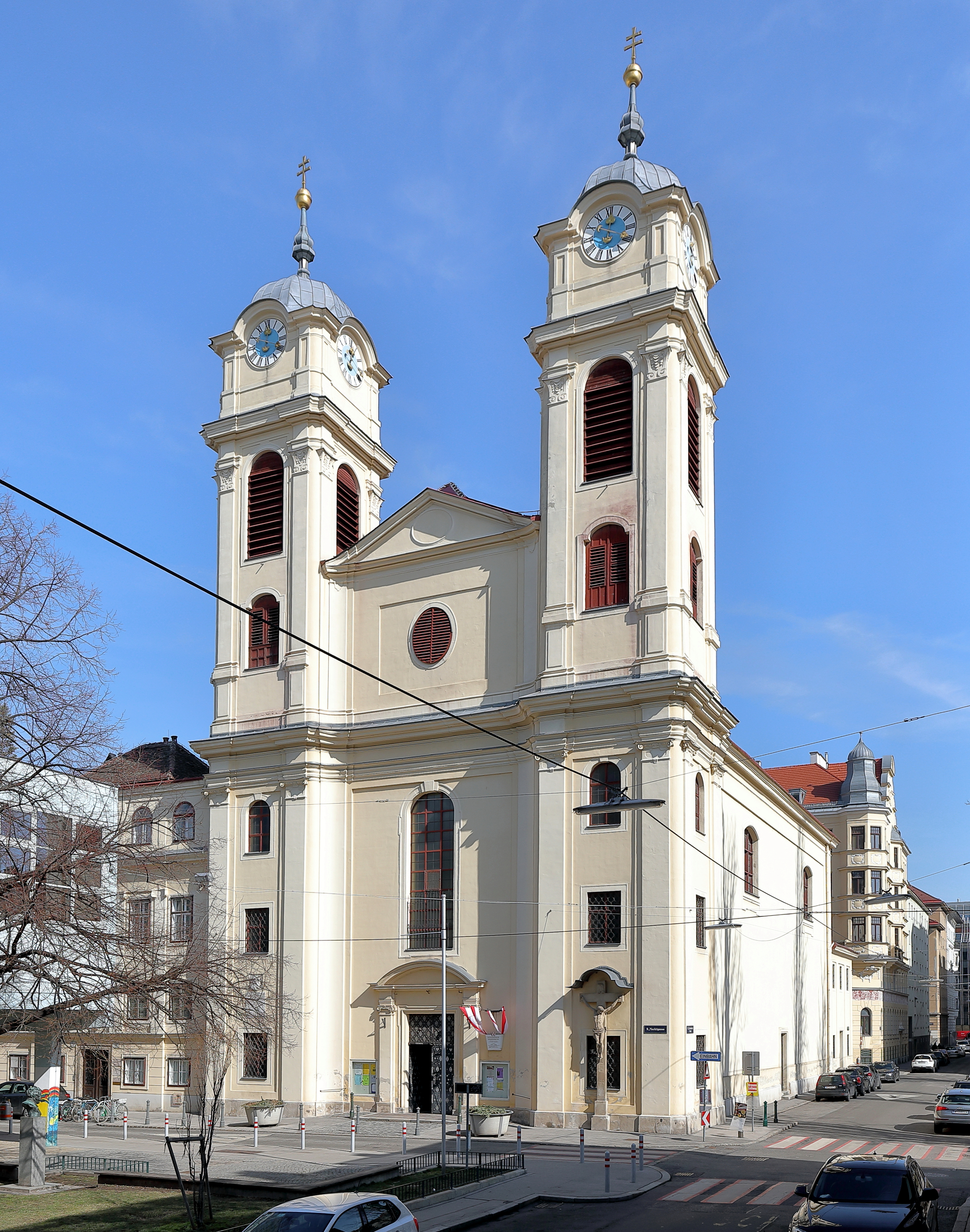
Die Lichtentaler Pfarrkirche

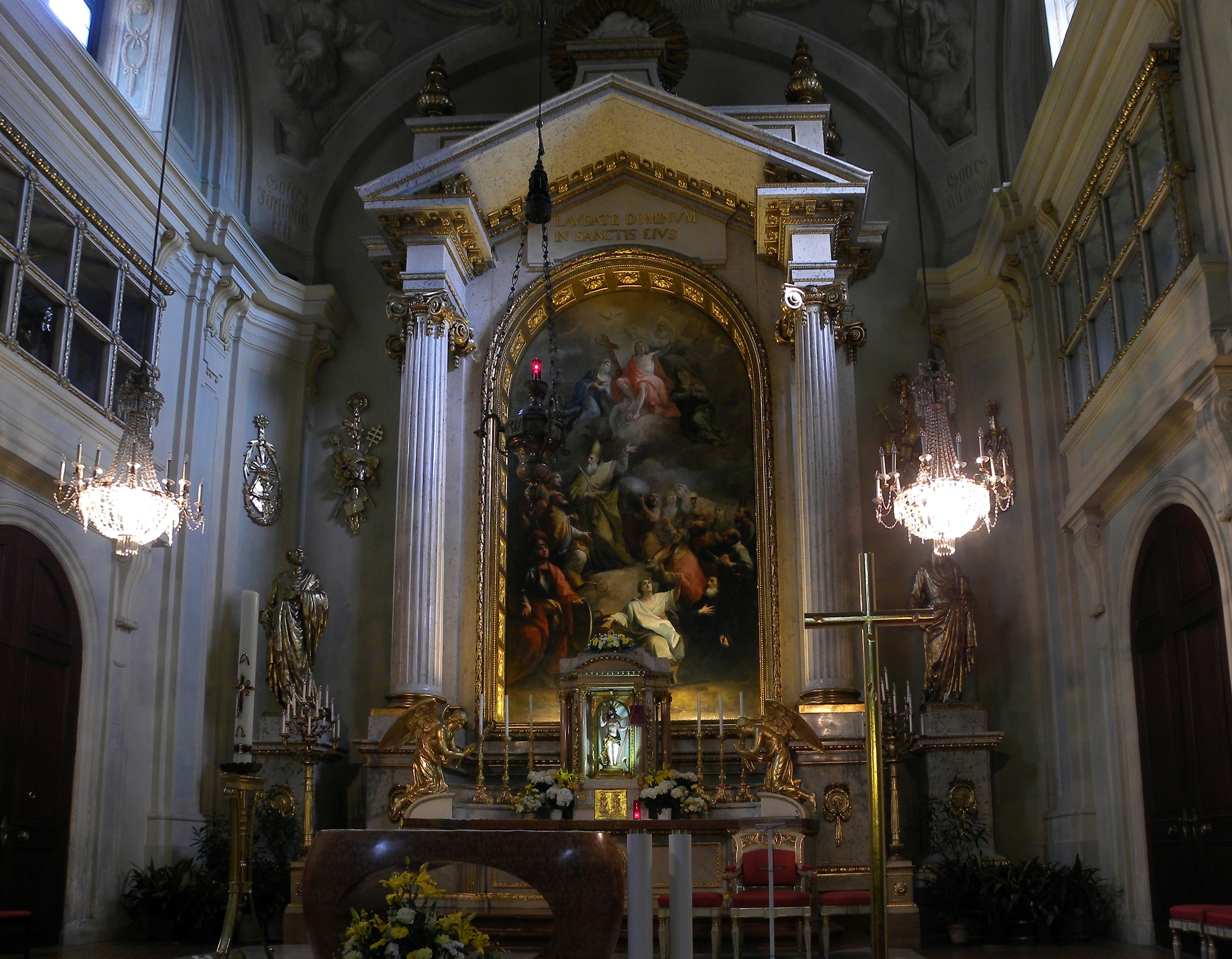
Blick auf den Hochaltar mit dem Altarbild von Franz Anton Zoller

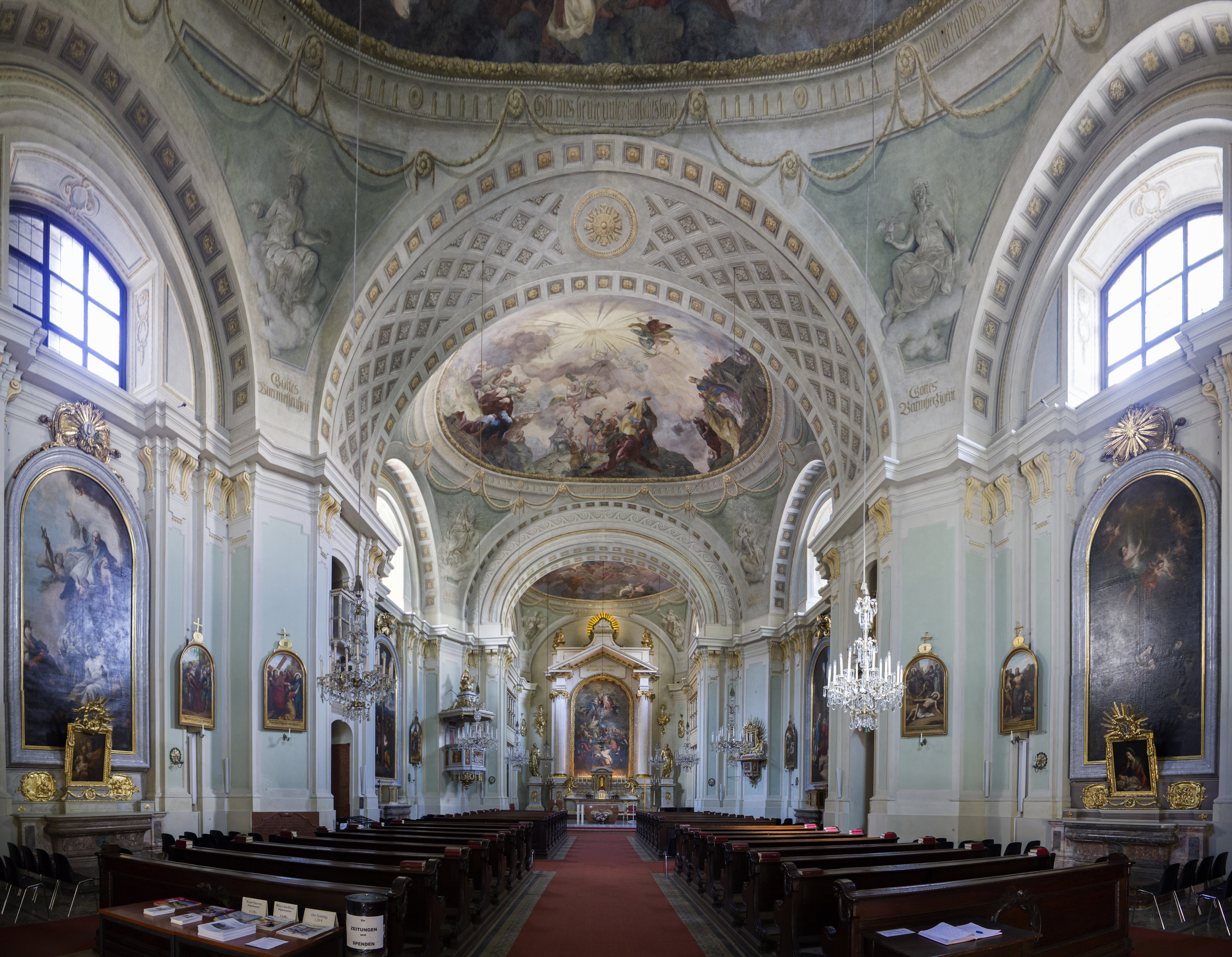
Der Innenraum der Kirche

Die Lichtentaler Pfarrkirche zu den heiligen vierzehn Nothelfern, auch Schubertkirche genannt, ist eine römisch-katholische Pfarrkirche im Wiener Stadtteil Lichtental, im 9. Wiener Gemeindebezirk Alsergrund.

## Geschichte
Nach Gründung der Vorstadt Lichtental an der Wende vom 17. zum 18. Jahrhundert mussten die Gottesdienste dort zunächst in der örtlichen Brauerei abgehalten werden. 1712 wurde jedoch inmitten der neuen Ansiedlung die Annenkapelle errichtet und im selben Jahr legte Karl VI. auch den Grundstein für eine richtige Kirche. Die Kosten des Neubaus wurden von einer Bruderschaft und dem Grundherrn getragen. Vermutlich nach Plänen von Johann Lucas von Hildebrandt und Andrea Pozzo entstand zunächst ein Rohbau, 1714 fand in ihm das erste Hochamt statt.
1723 wurde Lichtental von der Pfarre der Währinger Pfarrkirche abgetrennt und zu einer eigenen Pfarre erhoben, zu der neben Lichtental selbst auch die Vorstädte Himmelpfortgrund, Althangrund und Thurygrund gehörten. Erster Pfarrer wurde Dr. Carl de Giorgio aus Laibach.
Erst 1730 war die Kirche so weit fertiggestellt, dass sie den vierzehn Nothelfern geweiht werden konnte. 1738 bekam sie eine neue Orgel. Die Pfarrkirche konnte jedoch die rasch wachsende Bevölkerung nicht mehr aufnehmen. Daher machte man sich – nach dem Bau des Pfarrhofes von 1763 bis 1766 – an ihre Erweiterung. Durch den Ankauf zweier angrenzender Grundstücke konnte der Bau zur heutigen Wiesengasse hin ausgedehnt werden. Die Pläne dafür stammten vom fürstlichen Maurermeister Joseph Ritter, den Hochaltar entwarf der Hofarchitekt Ferdinand von Hohenberg.
1769 wurde mit dem Erweiterungsbau begonnen; im Jahr 1773, zum 50-jährigen Pfarrjubiläum, war er fertig. Franz Zoller, Mitglied der k. k. Akademie der bildenden Künste, schuf im Jahr 1776 das Hochaltarbild für die Pfarrkirche, welches die 14 Nothelfer, denen sie geweiht ist, zeigt. Zoller hatte es zusammen mit seinem Cousin, dem Pfarrer Zacharias Zoller, konzipiert. Ein Schönheitsfehler der Kirche war noch für längere Zeit der unvollendet gebliebene Nordturm. Erst 1827 konnte er fertiggestellt werden.
Die Toten der Pfarre Lichtental wurden ursprünglich auf dem Währinger Ortsfriedhof, dem heutigen Schubertpark, bestattet. Im Jahr 1713 bekam sie jedoch einen eigenen Friedhof, der zwischen Nußdorfer Straße, Nußgasse, Vereinsstiege und Rufgasse lag.
1939 wurde die Pfarre Canisiuskirche von Lichtental abgetrennt.
Im Jahr 2006 erfolgte eine Neugestaltung des Altarraumes, bei der ein Volksaltar und Ambo nach Plänen des Architekten Johann Traupmann aufgestellt wurde.
Die Kirche erlangte auch durch Franz Schubert Bedeutung, dessen Geburtshaus in der Pfarre Lichtental steht. 1797 wurde Schubert in der Lichtentaler Pfarrkirche getauft. Zahlreiche seiner geistlichen Werke hat er speziell für sie geschaffen oder hier zum ersten Mal aufgeführt. Die Kirche trägt daher auch den Beinamen Schubertkirche.

## Ausstattung
Die Kirche mit ihrer markanten barocken Doppelturmfassade zählt zu den am reichsten ausgestatteten Kirchen Wiens, auch dank ihrer Fresken und Gemälden von namhaften Künstlern.
Das Hochaltarbild („Die heiligen 14 Nothelfer“) sowie die Deckenfresken und die hinteren Seitenaltäre (Heiliger Johann Nepomuk, Heiliger Franz Xaver) stammen vom österreichischen Barockmaler Franz Zoller.
An den vorderen Seitenaltären entstanden 1832 und 1841 durch Schuberts Freund Leopold Kupelwieser neue Seitenaltarbilder: „Kreuzigung“ links vorne und „Die Heilige Familie, aus dem Tempel kommend“ rechts vorne. (Die ursprünglichen Seitenaltarbilder waren vom österreichischen Barockmaler Franz Anton Maulbertsch und wurden 1832/1841 ersetzt.)
Auf dem Fresko an der Decke unter der Empore, das von Franz Sigrist stammt, sind die „recht und falsch betenden Sünder“ dargestellt.
Die beiden großen Kuppelfresken stellen die sieben Bitten des Vaterunser-Gebets dar.
Das große Fresko im Chor von Franz Zoller ist von Darstellungen der göttlichen Eigenschaften umgeben.

## Orgel
Die Orgel (sog. „Schubert-Orgel“) wurde 1984 von der Oberösterreichischen Orgelbauanstalt St. Florian erbaut. Das Orgelgehäuse stammt von der Vorgängerorgel; es wurde 1774 von dem Orgelbauer Johann Michael Panzner (Wien) geschaffen. Das Schleifladen-Instrument hat 26 Register auf zwei Manualen und Pedal. Die Spiel- und Registertrakturen sind mechanisch.
| I Hauptwerk C–f3 |                    |        |   |
| 1.               | Prinzipal          | 8′     |   |
| 2.               | Oktav              | 4′     |   |
| 3.               | Quint              | 2 ⁄3′  |   |
| 4.               | Superoktav         | 2′     |   |
| 5.               | Terzian II         | 1 3⁄5′ |   |
| 6.               | Mixtur major IV–VI | 2 ⁄3′  |   |
| 7.               | Mixtur minor IV–V  | 1 ⁄3′  |   |
| 8.               | Flöte              | 8′     | O |
| 9.               | Flöte              | 4′     | O |
| 10.              | Viola-Gamba        | 8′     |   |
| 11.              | Quintatön          | 8′     |   |

| II Brüstungspositiv C–f3 |               |       |   |
| 12.                      | Gedeckt       | 8′    | O |
| 13.                      | Prinzipal     | 4′    |   |
| 14.                      | Gedecktflöte  | 4′    |   |
| 15.                      | Dulziana      | 4′    |   |
| 16.                      | Oktav         | 2′    |   |
| 17.                      | Quint         | 1 ⁄3′ |   |
| 18.                      | Mixtur III–IV | 1′    |   |
| 19.                      | Oboe          | 8′    |   |

| Pedalwerk C–f1 |               |     |   |
| 20.            | Violonbass    | 16′ | H |
| 21.            | Subbass       | 16′ | H |
| 22.            | Prinzipalbass | 8′  |   |
| 23.            | Oktavbass     | 8′  | H |
| 24.            | Sopranbass    | 4′  |   |
| 25.            | Cornett III   | 4′  |   |
| 26.            | Posaune       | 16′ |   |

- Koppeln: II/I, I/P, II/P
- Anmerkungen:

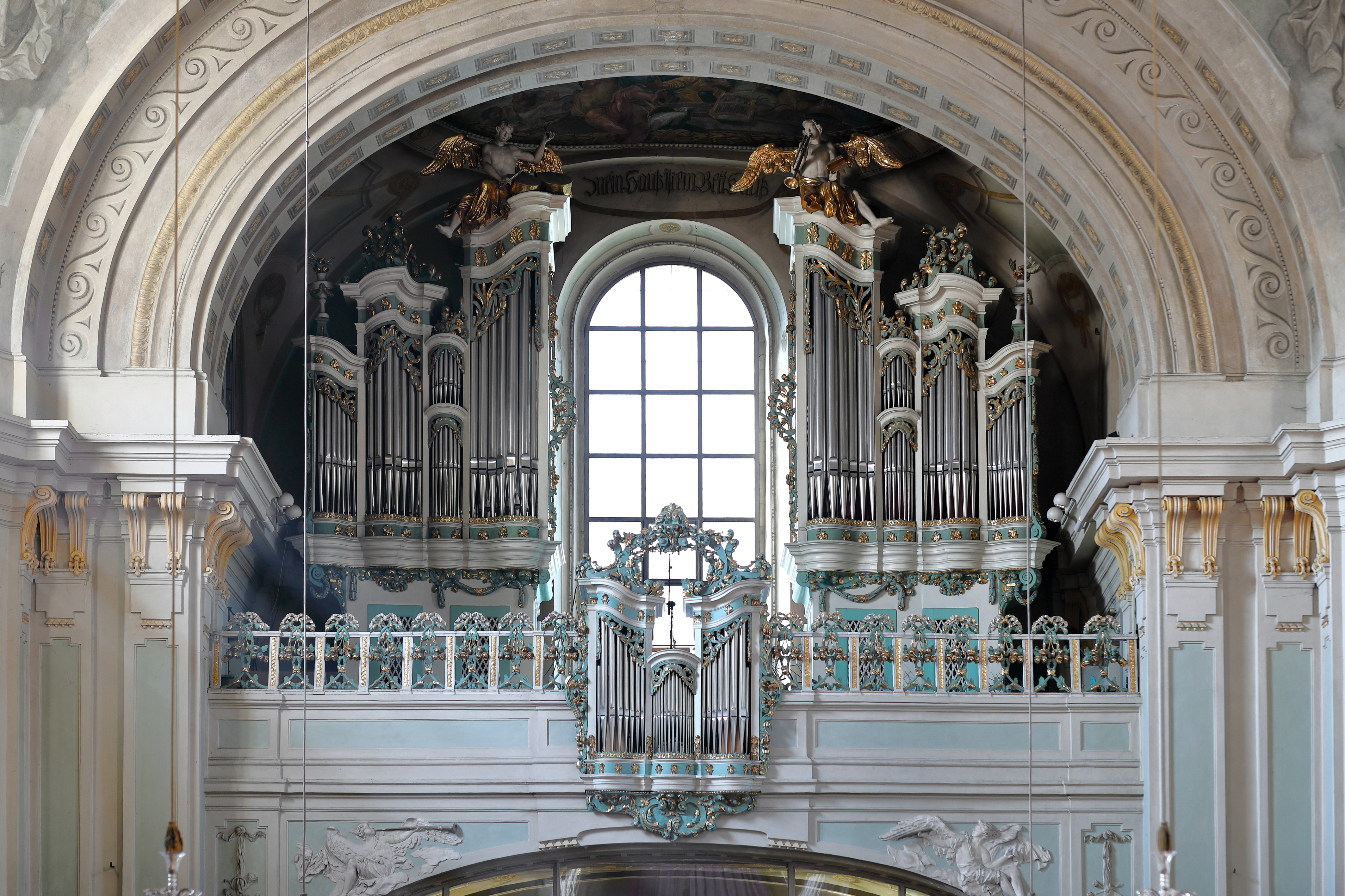
Blick auf die Orgel

O = Original erhaltenes Register von 1774
H = Register aus dem 19. Jahrhundert